# Виртуальное практическое сообщество
Виртуальное практическое сообщество (ВПС, англ. Virtual community of practice (VCoP) или англ. Online community of practice (OCoP)) — это деятельное сообщество, которое создаётся и поддерживается с использованием сети Интернет. Чтобы быть квалифицированным как виртуальное практическое сообщество, необходимо соответствовать характеристикам деятельного сообщества, описанным Джин Лэйв (англ. Jean Lave) и Этьеном Венгером (англ. Étienne Wenger). С этой целью виртуальное практическое сообщество должно включать активных членов, которые являются практиками или экспертами в конкретной области интересов. Участники сообщества должны участвовать в процессе коллективного обучения в своей области. Кроме того, в сообществе должны быть созданы социальные структуры для содействия созданию знаний и обмену ими. Знания должны быть общими, а смыслы — согласованными в соответствующем контексте. Члены сообщества должны учиться как на основе инструкций, так и в групповых процессах. Наконец, многочисленные измерения должны способствовать долгосрочному управлению поддержкой, а также обеспечивать немедленное синхронное взаимодействие.
Виртуальное практическое сообщество разработано и поддерживается с помощью сети Интернет. Это группа людей, объединённых общими интересами, профессией или хобби, которые общаются с помощью сети Интернет. Через общение люди получают или углубляют свои знания в сферах, которые им интересны.

## Текущее исследование
Исследования показывают, что через такое общение можно найти много общего между членами дискуссий. Онлайн деятельное сообщество помогает людям, которые не могут встретиться вместе в реальной жизни, но они могут общаться в Интернете и решать проблемы связанные с их общим интересом. Развивающиеся технологии интернет позволяют расширить сообщества, преодолеть языковой барьер, включать экспертов из разных стран мира. Кроме того, люди, которые занимаются в возникающих или необычных деятельностях, или которые имеют мало местных ресурсов могут стать членами интернет сообщества. Онлайновые деятельные сообщества позволяют приобщать новичков в уже существующие сообщества. Таким образом, более опытные члены сообщества помогают новичкам учиться.
В онлайн сообществах есть два типа участия: активное и периферийное. Активное участие означает, что члены регулярно вносят вклад в сообщество. Периферийное участие означает, что члены читают то что пишут активные участники сообщества, тем самым извлекая что то для себя, но они ничего не вносят в сообщество.

## Онлайн деятельное сообщество и социальные сети
Web 2.0 Приложения и социальные сети увеличили лёгкость, с которой ВПС создаются и поддерживаются. Социальные сети позволяют создавать интерактивные беседы. Социальные сетевые средства позволяют члены ВПС создавать и совместно использовать знания и развивать культурные исторические процессы.

## Преимущества
ВПС позволяет участникам: читать, представлять и получать советы, а также обратную связь от сообщества в той мере какой они хотят. Те, кто решил участвовать в строго восприимчивой форме (то есть только чтение) всё ещё может получить знания и навыки от общественных ресурсов, что особенно ценно для начала деятельности. ВПС даёт новичкам, которые могли чувствовать себя некомфортно, делясь своими знаниями, возможность узнать от опытных коллег за пределами их непосредственной географической области путём наблюдения и поглощения информации из диалога.
Асинхронный характер многих форумов (например, блоги, вики), позволяет участникам принимать участие по своему усмотрению. Форумы вести учёт идей, дискурса и ресурсов, создания архива знаний для области практики, которые могут быть доступны в любое время с почти в любом месте.
Люди, которые работают в одиночку или являются единственным человеком из своей области в рабочей обстановке указали пониженное чувство изоляции после участия в ВПС. Вклад группы поможет определить подобные и разрозненные характеристики практикующего, а также личности человека в рамках сообщества.

## Недостатки

### Технологии
Общим препятствием для участия в ВПС являются технологии. Пользователи, которые не имеют свободного доступа к компьютерам, КПК или аналогичной технологии c доступом к web, лишены возможности принимать участие в ВПС. Пользователи с медленным или ненадежным оборудованием не могут использовать ВПС в полную силу или могут возникнуть технические трудности. Кроме того, техническая способность обязана изучаться в Интернете, это может послужить обучающей частью для людей, которые плохо знакомы с навыками работы на компьютере.

### Форумы
Характер интернет-форума может вызвать проблемы в создании чувства общества. Отсутствие физической идентификации и языка тела только в текстовых форумах, может затруднить взаимодействия между людьми. Без смысле соединения с другими практикующими, участие остановится. Гибкость большинства форумов, которая позволяют участникам внести свой вклад в любое дело и время, также делает человека легко участвующем в общине. Модераторы в форуме ВПС должны подтвердить присутствие ВПС посредством деятельности, событий и случаев, в целях содействия участников. Лица, которые не участвуют в обсуждениях в течение какого-то периода времени, делают себя, безграмотными.

### Разнообразие участников
Различные уровни знаний, навыков и опыта в рамках ВПС может удержать менее уверенных людей от участия в обществе. Разнообразный характер сообщества также можете создавать языковые и культурные барьеры на пути участия. Дискурс и жаргон может создать путаницу и непонимание для беседы на различных языках, и в связи с ошибками связи в Интернете, может возникнуть все больше трудностей.

## Примеры онлайн средств совместной работы
Совместные инструменты, онлайн — средства и среды сотрудничества в Интернете, которые облегчают сотрудничество людьми, могут быть расположены в весьма различных географических районах. Они могут включать инструменты онлайн, определенно разработанные, чтобы обратиться к потребностям сообществ практики включая участников во всем мире или другие типы инструментов и форумов, которые доступны и используются для ВПС.

### Сайты социальных сетей
Первая социальная сеть сайт (SNS), SixDegrees. com, была создана в 1997 году. Примеры сайтов социальных сетей включают в себя следующие:
- LinkedIn
- Facebook
- MySpace
- YouTube

### Виртуальные миры
Виртуальные миры, которые являются основой на сообществе окружающей среды онлайн, теперь используются и в образовательном и в профессиональном окружении. В образовании эти виртуальные миры используются, чтобы сообщить информацию и допускать действительное взаимодействие лицом к лицу между студентами и учителями. Они также позволяют студентам получать доступ и использовать различные ресурсы, обеспеченные учителями во всех классах. Виртуальные миры обеспечивают учебные моделирования для того, что могло иначе представить опасные ситуации.
Компании используют виртуальные миры для обмена информацией и идеями. Кроме того, виртуальные миры, которые используются для технической поддержки и бизнес-улучшений. Виртуальные миры используются для обеспечения работы в команде и подготовке моделирования, которые не были бы максимально доступными. Примеры виртуальных миров, используемых включают следующее:
- Second Life
- Whyville

### Обмен информацией
Онлайн инструменты доступны для обмена информацией. Эта информация может быть предназначена для широкого круга зрителей, от двух участников, до множества участников. Эти инструменты могут быть использованы для связи новых мыслей и идей, и может обеспечить информацию, необходимую для строительства совместных знаний. Деятельность, связанная с этими инструментами может быть показана презентацией в интернет-классе и / или учебных материалов.
Примеры инструментов, которые позволяют обмен информацией включает в себя следующие:
- Wikis
- Google Docs
- Blogs

## Дальнейшее чтение
- Cothrel, J.; Williams, R. L. (1999). On-line communities: helping them form and grow. Journal of Knowledge Management. 3 (1): 54-60. http://www.emeraldinsight.com/Insight/viewContentItem.do?contentType=Article&contentId=883669.
- Dubé, L. , Bourhis, A. & Jacob, R. (2005). The impact of structuring characteristics on the launching of virtual communities of practice. Journal of Organizational Change Management, 18(2): 145—166.
- Etzioni, A. , & Etzioni, O. (1999). Face-to-face and computer-mediated communities, A comparative analysis. The Information Society, 15, 241—248.
- Hara, N. & Hew, K. H. (2007) Knowledge-sharing in an online community of health-care professionals. Information Technology & People, 20(3): 235—261.
- Murillo, E. (2006). Searching for virtual communities of practice in the Usenet discussion network: combining quantitative and qualitative methods to identify the constructs of Wenger’s theory. PhD thesis. University of Bradford.
- Murillo, E. (2008). Searching Usenet for virtual Communities of Practice: using mixed methods to identify the constructs of Wenger’s theory. Information Research, 13(4) paper 386.
- Preece, J. & Maloney-Krichmar, D. (2003) Online Communities: Focusing on Sociability and Usability. In J. Jacko and A. Sears, A. (Eds.), The human-computer interaction handbook (pp. 596–620). Mahwah, NJ: Lawrence Erlbaum Associates.
- Wasko, M. M. , & Faraj, S. (2000). «It is what one does»: why people participate and help others in electronic communities of practice. Journal of Strategic Information Systems, 9, 155—173.
- Wenger, E. (1998). Communities of Practice: Learning, Meaning and Identity. Cambridge: Cambridge University Press.
- Wenger, E.; McDermott, R.; Snyder, W. M. (2002). Cultivating Communities of Practice. Boston: Harvard Business School Press. pp. 304. http://hbswk.hbs.edu/archive/2855.html.
- Wenger, E.; White, Nancy; Smith, John D. (2009). Digital Habitats; stewarding technology for communities. Portland: CPsquare. pp. 228. http://isbn.nu/9780982503607.
- Vavasseur, C. B. & MacGregor, S. Kim. (2008). Extending Content-Focused Professional Development through Online Communities of Practice. Journal of Research and Technology in Education. 40(4), 517—536.